# Plattengang

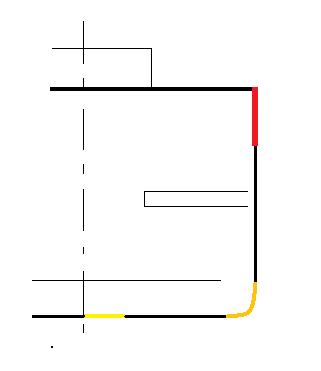
Schematischer Teilquerschnitt eines Schiffs mit Hauptdeckschergang (rot), Kimmgang (orange) und Kielgang (gelb).

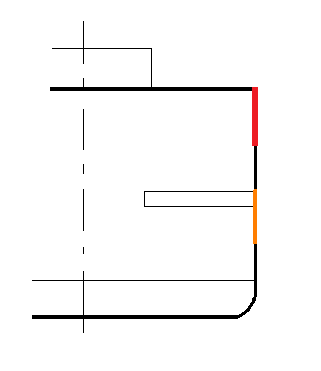
Schematischer Teilquerschnitt eines Schiffs mit Hauptdeckschergang (rot) und Zwischendeckschergang (orange).

Die Schiffsaußenhaut besteht beim Eisen- und Stahlschiffbau aus in Längsschiffsrichtung verlaufenden Plattengängen.

## Einzelheiten
Ein Plattengang besteht aus hintereinander liegenden Platten. Die Verbindung zwischen zwei Platten eines Ganges nennt sich Stoß, die Verbindung zwischen zwei Gängen heißt Naht. Zum Steven und zum Heckbereich des Schiffsrumpfs hin verjüngen sich die Plattengänge. Um nicht alle Plattengänge bis zum Ende durchlaufen zu lassen, werden (bevorzugt im Bodenbereich) einzelne Gänge nicht bis zum Ende ausgeführt. Diese nennen sich verlorene oder auch tote Gänge.

## Benennung der einzelnen Plattengänge
Einzelne Plattengänge werden verschieden benannt:
- Der an die Schiffsmitte anschließende Gang der Bodenbeplattung wird Kielgang genannt.
- Kimmgang ist die Benennung für die gebogenen Stahlplatten in der Rundung, welche den Übergang vom Schiffsboden zur Seitenbeplattung herstellt.
- Schergang heißen die Plattengänge der Schiffsaußenhaut, gegen die ein Deck stößt. Der Plattengang, gegen den das Hauptdeck stößt, heißt Hauptdeckschergang (veraltet auch Farbegang). Dieser ist gewöhnlich verstärkt, das heißt in größerer als der übrigen Plattenstärke ausgeführt.